# ديماركوس لوف
ديماركوس لوف (بالإنجليزية: DeMarcus Love)‏ هو لاعب كرة قدم أمريكية أمريكي، ولد في 7 مارس 1988 في لانكستر في الولايات المتحدة.

## وصلات خارجية
- ديماركوس لوف على موقع مرجع كرة القدم المحترفة.كوم (الإنجليزية)